# Christoph 25
Christoph 25 ist der Funkrufname des Rettungshubschrauber der ADAC Luftrettung, welcher am Diakonie Klinikum Jung-Stilling in Siegen stationiert ist.

## Station, Einsatz und Besetzung
Zum Einsatz kommt ein Hubschrauber vom Typ Airbus Helicopters H135. Die Notärzte kommen vom Diakonie Klinikum Jung-Stilling. Die Feuerwehr Siegen stellt die HEMS Technical Crew Member (Luftrettungsassistenten).
Seit Februar 2021 befindet sich das Luftrettungszentrum inklusive Hangar und Landeplattform für mehrere Hubschrauber auf dem Dach des Diakonie Klinikums. Für den Neubau der Basis wurden 6,3 Millionen Euro investiert.
Als Rettungshubschrauber fliegt Christoph 25 überwiegend Primäreinsätze. Seit seiner Indienststellung im Jahr 1982 hat er etwa 37.000 Einsätze absolviert.

## Einsatzstatistik
| Jahr     | 2014 | 2015 | 2016 | 2017 | 2018 | 2019 | 2020 | 2021 | 2022 |
| Einsätze | 1292 | 1260 | 1282 | 1121 | 1376 | 1401 | 1212 | 1199 | 1307 |